# كريستينا ماكيلا
كريستينا ماكيلا (بالفنلندية: Kristiina Mäkelä)‏ هي منافسة ألعاب القوى فنلندية، ولدت في 20 نوفمبر 1992 في Orimattila ‏ في فنلندا.

## وصلات خارجية
- كريستينا ماكيلا على موقع الاتحاد الدولي لألعاب القوى (الإنجليزية)
- كريستينا ماكيلا على موقع أوليمبيديا (الإنجليزية)